# Xã Beaver Creek, Michigan
Xã Beaver Creek (tiếng Anh: Beaver Creek Township) là một xã thuộc quận Crawford, tiểu bang Michigan, Hoa Kỳ. Năm 2010, dân số của xã này là 1.736 người.